# Robert Saleh
Pour les articles homonymes, voir Saleh.
Robert Saleh, né le 31 janvier 1979 à Dearborn au Michigan, est un entraîneur de football américain. Il fut l'entraîneur principal des Jets de New York de la National Football League (NFL) de 2021 à 2024.
Il a également été assistant dans la NFL pour les Texans de Houston, les Seahawks de Seattle, les Jaguars de Jacksonville et les 49ers de San Francisco, ayant été coordinateur défensif pour cette dernière équipe.

## Biographie

### Jeunesse
Étudiant à l'université du Nord du Michigan, il a joué en tant que tight end pour les Wildcats de Northern Michigan de 1997 à 2001.

### Carrière d'entraîneur
Après sa carrière universitaire, il se reconvertit en entraîneur en occupant le poste d'assistant défensif chez les Spartans de l'université d'État du Michigan lors de la saison 2002. Il occupe par la suite ce même poste pour les Chippewas de Central Michigan et les Bulldogs de la Géorgie.
Il obtient un premier emploi dans une équipe professionnelle en devenant un assistant défensif avec les Texans de Houston dans la National Football League (NFL). Il demeure avec les Texans pendant 6 saisons, en occupant ensuite le poste d'entraîneur du contrôle de la qualité défensive puis d'assistant entraîneur des linebackers.
Il rejoint en 2011 les Seahawks de Seattle, sous les ordres de l'entraîneur principal Pete Carroll, pour occuper le poste d'entraîneur du contrôle de la qualité défensive. Il remporte au terme de la saison 2013 le Super Bowl XLVIII après que les Seahawks aient battu les Broncos de Denver. Après cette saison, il rejoint les Jaguars de Jacksonville pour devenir l'entraîneur des linebackers, sous les ordres de Gus Bradley.
En 2017, il est engagé par les 49ers de San Francisco en tant que coordinateur défensif sous les ordres du nouvel entraîneur principal Kyle Shanahan. Lors de la saison 2019, il aide à faire des 49ers une des meilleures défenses de la ligue et l'équipe termine la saison régulière avec un bilan de 13 victoires et 3 défaites. Son équipe se rend jusqu'au Super Bowl LIV, qui se solde par une défaite contre les Chiefs de Kansas City.
Il devient l'entraîneur principal des Jets de New York le 14 janvier 2021. En octobre 2024, après un début de saison décevant, Robert Saleh est licencié par les Jets.

## Vie privée
Il est marié et père de six enfants. Il est d'origine libanaise et est musulman. Il est d'ailleurs le premier entraîneur principal musulman de l'histoire de la NFL et le troisième entraîneur principal d'origine arabe dans la ligue après Abe Gibron et Rich Kotite.